# Miss O'Dell
«Miss O'Dell» es una canción del músico británico George Harrison, publicada como cara B del sencillo «Give Me Love (Give Me Peace on Earth)» (1973). Al igual que la canción de Leon Russell «Pisces Apple Lady», está inspirada en Chris O'Dell, una empleada de Apple Records. Harrison compuso la canción en Los Ángeles en abril de 1971 mientras esperaba a O'Dell para hacerle una visita a su hogar.
Harrison grabó «Miss O'Dell» en Inglaterra entre octubre de 1972 y febrero de 1973, durante las sesiones del álbum Living in the Material World. Los arreglos reflejaron la influencia de Bob Dylan en la música de Harrison. La canción, no disponible durante más de treinta años en ningún disco oficial de Harrison, fue publicada como tema extra en la reedición de 2006 del álbum Living in the Material World.

## Personal
- George Harrison: voz, guitarra acústica y armónica.
- Klaus Voormann: bajo
- Jim Keltner: batería